# 科学究明機構ロヂカ?
科学究明機構ロヂカ?（かがくきゅうめいきこうロヂカ）は、日本の音楽ユニット。女性アイドルグループ、さくら学院の部活動ユニット（派生ユニット）の1つ「科学部」として2012年9月に結成。

## メンバー

### Ver.2.0 (2016年度)
- 倉島研究員
- 岡田研究員
- 岡崎研究員

### Ver.1.2 (2015年度)
- 磯野研究員（RiNon）[7][8]
- 倉島研究員（SaRA）[7][8]
- 岡田研究員（Mg3）[7][8]

### Ver.1.0 (2012年度・2013年度)
- 堀内研究員（MaRi7）[9]
- 佐藤研究員（Hi7TA）[9]
- 磯野研究員（RiNon）[9]

## 略歴
2012年9月、さくら学院のメンバーである堀内まり菜、佐藤日向、磯野莉音の三人による同グループの部活動ユニット（派生ユニット）の「科学部」として発足し、翌10月に開催されたさくら学院の単独公演「さくら学院祭☆2012」で初ステージ出演。11月21日にシングル「サイエンスガール ▽ サイレンスボーイ」でデビュー。
2014年3月30日に開催されたさくら学院の単独公演「The Road to Graduation Final 〜さくら学院 2013年度 卒業〜」にて堀内、佐藤のさくら学院卒業に伴い、Ver.1.0の活動が終了。同年12月7日に開催されたさくら学院の単独公演「さくら学院☆2014 Celebration in December」にて、シャッフルユニットとして田口華、野津友那乃、倉島颯良が「サイエンスガール ▽ サイレンスボーイ」を披露した。
2015年11月1日に開催されたさくら学院の単独公演「さくら学院祭☆2015」にて、従来のメンバーである磯野に、倉島と岡田愛を加えた3人でVer1.2として活動を再開。
2016年3月27日に開催されたさくら学院の単独公演「The Road to Graduation Final 〜さくら学院 2015年度 卒業〜」にて磯野のさくら学院卒業に伴い、Ver.1.2の活動が終了。同年11月13日に開催されたさくら学院の単独公演「さくら学院祭☆2016」にて、従来のメンバーである倉島、岡田に岡崎百々子を加えた3人でVer2.0として活動を再開。
2017年3月25日に開催されたさくら学院の単独公演「The Road to Graduation Final 〜さくら学院 2016年度 卒業〜」にて倉島のさくら学院卒業に伴い、Ver.2.0の活動が終了。同年10月9日に開催された「さくら学院☆2017 〜放課後アンソロジー 紅葉のシャッフル・ナイト〜」では、一夜限りのシャッフルユニットとして山出愛子、日髙麻鈴、新谷ゆづみが「Welcome to My Computer」を披露した。

## 特色
「日常における様々な事象を、科学で論理的に究明していく」としており、制服の上にエレメントコートスーツ（白衣）と仮想スコープ（黒ブチ眼鏡）のスタイルで活動。歌詞の中に元素記号や化学用語が使用されており、科学監修として京都大学工学部大学院卒で科学芸人の丹佳夫が参加。イベントなどでは丹が司会の先生役を務め、YouTubeチャンネルの番組では案内役の主任ヂーカロイド「ヂロ」を担当している。
ユニット名について、「科学究明機構」は水や二酸化炭素などの日常生活にまつわる親しみやすい科学の究明を、「ロヂカ」は科学という言葉が持つ未来感覚や可能性の意味を込めたものであり、表記を昔風にすることでオシャレなイメージを出している。「?」はメンバーが未完成、成長中、究明中であるとして不可思議な可能性の意味を込めてつけられた。

### 音楽性
RPGの様なコンピューター音、エレクトロサウンド、アナログサウンドを含むポップ・ミュージックに、無機質でロボティックなダンスが特徴。振付は、MIKIKOによるもの。楽曲提供者のEHAMICによると、（2014年現在）日本の音楽業界で模倣が横行している「エレクトロ・サウンド」に対して真っ向から立ち向かったとしており、「打ち込み」と「ケロケロ声」の2つを禁止して、生演奏を主体にしたアレンジを施したとしている。一方で、科学のイメージを想起させるデジタル音は外せないということとなり、シンセサイザーを納得いくまで何度も弾いたと述べている。デビュー曲「サイエンスガール▽サイレンスボーイ」について、生演奏の緊張感がダイレクトに露呈していると振り返っている。「デルタ」は、ドラムンベース歌謡として制作され、タイトルとコンセプトは、デビュー曲に対するさくら学院の先生からのアイデアであった「▽」の部分を連想したものであり、春の大三角・夏の大三角など星座に関する内容の歌詞となっている。また、3人組である事から三角形であるともしている。

## 楽曲
| # | タイトル                            | テーマ                 | 収録作品                              | リリース日     | 販売形態   |
| - | ----------------------------------- | ---------------------- | ------------------------------------- | -------------- | ---------- |
| 1 | サイエンスガール ▽ サイレンスボーイ | 元素記号、化学用語など | サイエンスガール ▽ サイレンスボーイ   | 2012年11月21日 | CDシングル |
| 1 | サイエンスガール ▽ サイレンスボーイ | 元素記号、化学用語など | さくら学院 2012年度 〜My Generation〜 | 2013年3月13日  | CDアルバム |
| 1 | サイエンスガール ▽ サイレンスボーイ | 元素記号、化学用語など | 放課後アンソロジー from さくら学院    | 2014年5月5日   | CDアルバム |
| 1 | サイエンスガール ▽ サイレンスボーイ | 元素記号、化学用語など | さくら学院 2015年度 〜キラメキの雫〜  | 2016年3月3日   | CDアルバム |
| 2 | ユメを解く理論                      |                        | サイエンスガール ▽ サイレンスボーイ   | 2012年11月21日 | CDシングル |
| 3 | IMA ELEMENT with エレメントガールズ | 元素、化合物など       | サイエンスガール ▽ サイレンスボーイ   | 2012年11月21日 | CDシングル |
| 4 | デルタ                              | 星座、恒星など         | さくら学院 2012年度 〜My Generation〜 | 2013年3月13日  | CDアルバム |
| 4 | デルタ                              | 星座、恒星など         | 放課後アンソロジー from さくら学院    | 2014年5月5日   | CDアルバム |
| 4 | デルタ                              | 星座、恒星など         | さくら学院 2016年度 〜約束〜          | 2017年3月3日   | CDアルバム |
| 5 | Welcome To My Computer              | コンピューター用語     | 「顔笑れ!!」初回限定盤 タイプA        | 2014年2月12日  | CDシングル |
| 5 | Welcome To My Computer              | コンピューター用語     | さくら学院 2013年度 〜絆〜            | 2014年3月12日  | CDアルバム |

## 出演

### イベント
※さくら学院主体のイベントを除く
- ロヂカ?labo（2012年11月23 - 25日、HMV大宮ロフト、TOWER RECORDS新宿、梅田NU茶屋町）
- ガンプラEXPOワールドツアージャパン2013（2013年11月21日 - 24日、秋葉原UDX アキバ・スクエア）[17]

### ライブ
- LiVE GiRLPOP Vol.2〜Spring Party〜（2013年4月21日、Zepp Tokyo）[1]
- CD&DLでーた別冊GIRLS-PEDIA presents『女の子図鑑 vol.1』（2013年4月30日、SHIBUYA-AX）[18][19]
- TOKYO IDOL FESTIVAL2013（2013年7月28日、お台場・青海特設会場 ENJOY STUDIUM）
- ザンジバルナイト2013（2013年9月21日、STUDIO COAST、プール・ステージ）[20][21]
- 冬のひな納め☆2016（2016年12月25日、Zepp DiverCity TOKYO）
- 清竜人ハーレム♡フェスタ♡SPECIAL（2017年1月14日、STUDIO COAST）

### インターネット放送
- 究明活動報告番組『科学究明放送 ロヂカ学』（2012年11月20日 - 2012年12月27日、さくら学院 科学部 公式 YouTubeチャンネル）

### 雑誌
- 「モノ・マガジン」12－2号 （2012年11月16日、ワールドフォトプレス）